# 島根県道292号宇都井阿須那線
島根県道292号宇都井阿須那線（しまねけんどう292ごう うづいあすなせん）は、島根県邑智郡邑南町を通る一般県道である。

## 概要
邑智郡邑南町宇都井から邑智郡邑南町阿須那に至る。

### 路線データ
- 起点：島根県邑智郡邑南町宇都井（島根県道294号邑南美郷線交点）
- 終点：島根県邑智郡邑南町阿須那（島根県道・広島県道7号浜田作木線交点）

## 地理

### 通過する自治体
- 島根県
  - 邑智郡邑南町

### 交差する道路
| 交差する道路                                                           | 交差する場所 | 交差する場所 |
| ---------------------------------------------------------------------- | ------------ | ------------ |
| 島根県道294号邑南美郷線                                                | 宇都井       | 起点         |
| 島根県道・広島県道7号浜田作木線 広島県道・島根県道112号三次江津線 重複 | 阿須那       | 終点         |

### 沿線
- 江の川
- JR西日本三江線 宇都井駅（廃駅）

### 峠
- 水越峠（邑智郡邑南町）